# Ranieri Mazzilli

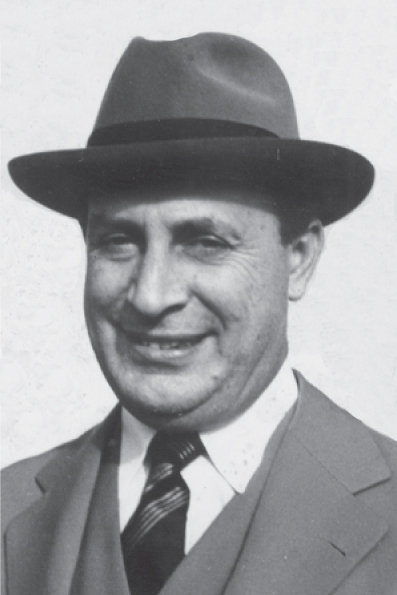
Ranieri Mazzilli.

Pascoal Ranieri Mazzilli (Caconde, São Paulo, 27 de abril de 1910-São Paulo, 21 de abril de 1975) fue un abogado, periodista y político brasileño, de ascendencia italiana, que mientras se desempeñaba como presidente de la Cámara de Diputados de Brasil fue designado en dos ocasiones como presidente interino de ese país, en ambas ocasiones por un período de alrededor de dos semanas, en dos momentos especiales durante la década de los años 1960.

## Biografía
Mazzilli nació en Caconde.  Su padre fue Domingos Mazzilli (nacido Domenico Mazzilli), un italiano de Montemurro, Basilicata, que emigró a Brasil en 1892, a la edad de 15 años; su madre, Angela Liuzzi, también era de Montemurro y emigró a Brasil en 1889 a la edad de 2 años. Como hijo de inmigrantes pobres, Mazzilli tuvo una infancia modesta y comenzó a trabajar a una edad temprana.
Mazzilli ingresó en la Facultad de Derecho de São Paulo en 1930, pero no completó sus estudios, trabajando brevemente como recaudador de impuestos en Taubaté. Luchó en la Revolución de 1932, en el bando paulista como primer teniente, y pronto ascendió a capitán en el Batallón Siete de Septiembre, participando en la batalla del "Frente Túnel". Después, en 1932, comenzó a trabajar como periodista, especializándose en asuntos financieros. En 1940 decidió continuar su educación, graduándose en 1940 de la Facultad de Derecho de Niterói (Universidad Federal Fluminense). Mazzilli fue presidente de la Cámara de Diputados de Brasil entre 1958 y 1965.

## Trayectoria
Su primera presidencia interina ocurrió tras la renuncia del presidente Jânio Quadros en agosto de 1961, y durante la ausencia del vicepresidente João Goulart, que estaba en visita oficial a la República Popular China. En este periodo, Mazzilli era presidente del Congreso y ante la ausencia del vicepresidente asumió el mando supremo conforme a la Constitución de la época. Mazzilli gobernó el país durante apenas catorce días, del 25 de agosto al 8 de septiembre de 1961, siendo que en esta última fecha el vicepresidente Joao Goulart asumió la presidencia tras volver a Brasil y pactar las condiciones impuestas por la oposición de derecha y las fuerzas armadas. 
Mazzilli fue designado presidente interino de Brasil por segunda vez como resultado del golpe de Estado de 1964, nuevamente a instancias de la oposición de derecha mientras se desempeñaba como jefe de la cámara de diputados, el 2 de abril de 1964; fue la sexta vez que asumió el poder interinamente.
Debido al carácter puramente transitorio de ambas administraciones, y a la coyuntura de emergencia que acompañó a sus dos mandatos presidenciales, Mazzilli nunca desempeñó un rol relevante en el gobierno de Brasil ni en los movimientos políticos de su época, excepto en lo relativo a su posición conciliadora, que evita el derramamiento de sangre cuando los militares hacen el golpe de 1964.
Según el sobrino de Ranieri, el abogado y profesor de derecho brasileño Hugo Nigro Mazzilli,  su gobierno fue importante para evitar el “derramamiento de sangre” en la transición entre la democracia y la dictadura, y su tío no apoyó el golpe y enfrentó sus momentos presidenciales como una imposición constitucional.